# I'm Only a Man
I'm Only a Man är det tredje albumet från post-hardcore-bandet Emery.

## Stilförändring
Emerys stil förändras ännu mer från deras debut än The Question gjorde. Stilen i I'm Only a Man är mindre aggressiv och mer lättmottaglig än deras tidigare skivor.

## Låtlista
1. "Rock-N-Rule" – 3:38
2. "The Party Song" – 3:31
3. "World Away" – 3:38
4. "After the Devil Beats His Wife" – 4:31
5. "Can't Stop the Killer" – 3:32
6. "Story About a Man with a Bad Heart" – 3:28
7. "Don't Bore Us, Get to the Chorus" – 3:33
8. "What Makes a Man a Man" – 4:24
9. "The Movie Song" – 3:09
10. "You Think You're Nickel Slick (But I Got Your Penny Change)" – 3:45
11. "From Crib to Coffin" – 10:44

### Extraspår på Deluxe Edition
1. "Don't Bore Us, Get to the Chorus (Acoustic/Live)" – 3:34
2. "Listening to Freddie Mercury (Acoustic/Live)" – 3:13
3. "The Ponytail Parades (Acoustic/Live)" – 4:23
4. "As Your Voice Fades (Acoustic/Live)" – 4:14
5. "What Makes a Man a Man (Acoustic/Live)" – 4:33

### iTunes bonusspår
1. "Whoa! Man" – 3:15